# Raide no Níger em 2015
Raide no Níger de 2015 ou incursão no Níger de 2015 foi um raide malsucedido às cidades nigerinas de Bosso e Diffa, perpetrado pelo Boko Haram. O incidente ocorreu em 6 de fevereiro de 2015, marcando a primeira grande incursão do Boko Haram no Níger.

## Antecedentes
Em junho de 2013, entre 5.000 e 10.000 refugiados chegaram a Bosso, fugindo dos combates entre o Boko Haram e as Forças Armadas da Nigéria, no estado de Borno, na Nigéria. A maioria dos refugiados responsabilizavam os militares pela violência excessiva e violações dos direitos humanos. 
A cidade fronteiriça de Diffa é separada da Nigéria pelo rio Komadougou Yobe, a recente queda do nível da água do rio concedeu a grandes grupos de refugiados nigerianos a oportunidade de fugir de áreas controladas pelos rebeldes para o ainda não afetado Níger. 
Em 5 de fevereiro de 2015, um porta-voz do parlamento do Níger anunciou que seriam realizadas discussões sobre a participação do Níger nas operações militares anti-Boko Haram. 

## Incursão
Na manhã de 6 de fevereiro de 2015, militantes do Boko Haram realizaram um ataque às cidades nigerinas de Bosso e Diffa, após cruzarem para o Níger a partir da vizinha Nigéria. Os militares nigerinos repeliram com sucesso os ataques com a ajuda das tropas chadianas que estavam estacionadas em Bosso desde 2 de fevereiro. A força aérea chadiana também desempenhou um papel de apoio nos confrontos. Dezenas de jihadistas foram mortos enquanto o Boko Haram recuava para o seu reduto na Nigéria. As baixas no Níger chegaram a 4 mortos, além de vários civis e 17 feridos. 